# Peter Sundberg
Peter Sundberg (Marbella, 10 de maio de 1976) é um automobilista hispano-sueco.
Campeão em diversas edições da Fórmula Renault, Sundberg disputou apenas uma temporada da World Series by Renault, em 2002, representando a Tata/RC Motorsport. Seu melhor desempenho foi na prova 2 realizada no Circuito de Albacete, onde chegou em 5º lugar.